# Город (телесериал, Россия)
«Город» — российский телесериал, снятый в 2015 году студией «Эпик медиа».
Премьера многосерийного фильма состоялась с 3 по 6 июля 2017 года на «Первом канале».
В конце мая 2018 года вышел сиквел «Гурзуф».

## Сюжет
История разворачивается в 1961 году в вымышленном городке Струнёво на 101-м километре от Москвы в Ярославской области. Город на первый взгляд тихий и спокойный, однако чем дальше прибывший из Москвы оперативник Родион Стоцкий (Пётр Фёдоров) расследует гибель школьного учителя, задохнувшегося от пожара в собственном доме, тем яснее становится то, что не всё так просто.
Он обнаруживает, что это — «дом, в котором не гадят» — блатные и воры в законе, которые после амнистии облюбовали небольшой городок и заправляют в нём, не допускают тут разгула преступности, а вот большинство грабежей и разбойных нападений в соседних городах и посёлках — скорее всего, как раз дело рук жителей мирного Струнёво…
Стоцкий выходит на след таинственного главаря по кличке «Папа», которого никто не видел. Единственный человек, которому полностью доверяет Стоцкий — это молодой и честный сотрудник милиции Тарас Зайцев (Евгений Антропов), ведь «Папой» может оказаться кто угодно…
Преступник устраивает мощный взрыв на заброшенном заводе (где у них была база), уничтожая своих сообщников, при этом ранены и Родион, и Тарас…

## В ролях
- Пётр Фёдоров — Родион Стоцкий
- Евгений Антропов — Тарас Зайцев, сержант милиции
- Владимир Юматов — Назар Акимович Барсуков, старшина милиции
- Фёдор Лавров — Муса, хозяин тира
- Яна Гладких — Лиза Волошина
- Сергей Журавель — Юрий Борисович Волошин, руководитель цирковой студии (последняя роль в кино)
- Игорь Черневич — Иван Захарович Лизнюк, начальник городского отдела милиции, капитан
- Светлана Колпакова — Марта (Глафира)
- Вячеслав Чепурченко — Яша «Цы́ган»[6]
- Владислав Абашин — Егор Чащин
- Надежда Михалкова — Даша Чащина
- Сергей Сосновский — Пётр Гаврилович Шунин («Змей»), криминальный авторитет
- Яна Сексте — Майя Анцифирова
- Сергей Бызгу — Всеволод Сергеевич Майер, директор дома культуры
- Юрий Ваксман — «Чача», криминальный авторитет
- Валерий Трошин — Артур Андреевич Яцевич, главврач
- Александр Резалин — Илья Соломонович Гольдман («Жид»), криминальный авторитет
- Олег Мазуров — Филипп Янович Ревус
- Денис Беспалый — Владимир Потапов («Вовчик»)
- Глеб Подгородинский — Макар Иванович Анохин, следователь из Ярославля

## Производство
Съёмки сериала проходили на территории Ярославской области, в частности — в Пошехонье и Рыбинске. 

Историю эту я придумал от начала до конца, хотя и взял за основу известные факты и реальные события. Картина рассказывает о малоизвестной странице из жизни Советского Союза, а именно о том, как огромные территории контролировались организованными преступными группами, причем прикрывали их люди на самом верху. Сценарий я писал конкретно под Петра Федорова — в роли Стоцкого видел только его.— Дмитрий Константинов, сценарист и режиссёр проекта
 Также в фильме появилось необычное средство передвижения — динасфера, изобретённое в 1930-х годах.
Народный артист Республики Беларусь Сергей Борисович Журавель, сыгравший в сериале Юрия Петровича Волошина, умер в августе 2015 года, вскоре после окончания работы над фильмом.

## Показ
Премьера первых двух серий состоялась 3 июля 2017 года, в понедельник, на Первом канале. Показ заключительных серий состоялся 6 июля 2017, в четверг.

## Гурзуф
Режиссёр и сценарист проекта, Дмитрий Константинов сразу после выхода «Города» заявил, что уже ведётся работа над сериалом «Гурзуф», где главный герой будет вести новое расследование. Премьера продолжения состоялась 28 мая 2018 года на «Первом канале».